# 圣伊尔德丰索学院
圣伊德方索学院（San Ildefonso College）位于墨西哥城历史中心圣伊德方索街和胡斯托·谢拉街之间，目前是一个博物馆和文化中心，被认为是墨西哥壁画运动的发源地。

## 历史
圣伊德方索学院最初是一个有声望的耶稣会寄宿学校，成立于1588年，改革战争以后，它再度获得了作为全国预科学校的教育声望。这所学校和大楼在1978年关闭，然后在1992年重新开放为博物馆和文化中心。博物馆设有永久和临时的艺术和考古学展览，以及墙壁上由奥罗斯科、迭戈·里韦拉等人所绘的许多壁画。

## 画廊

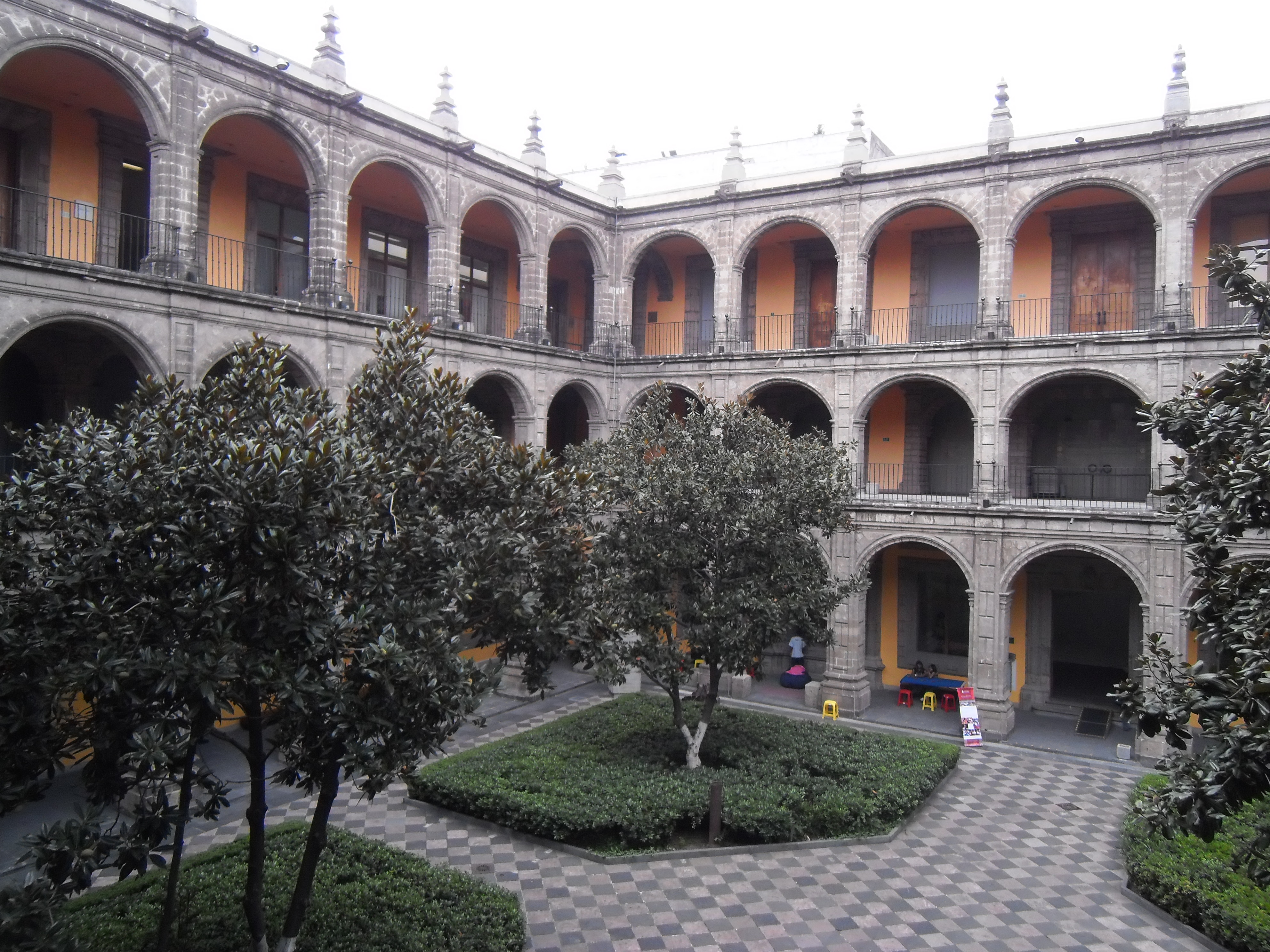
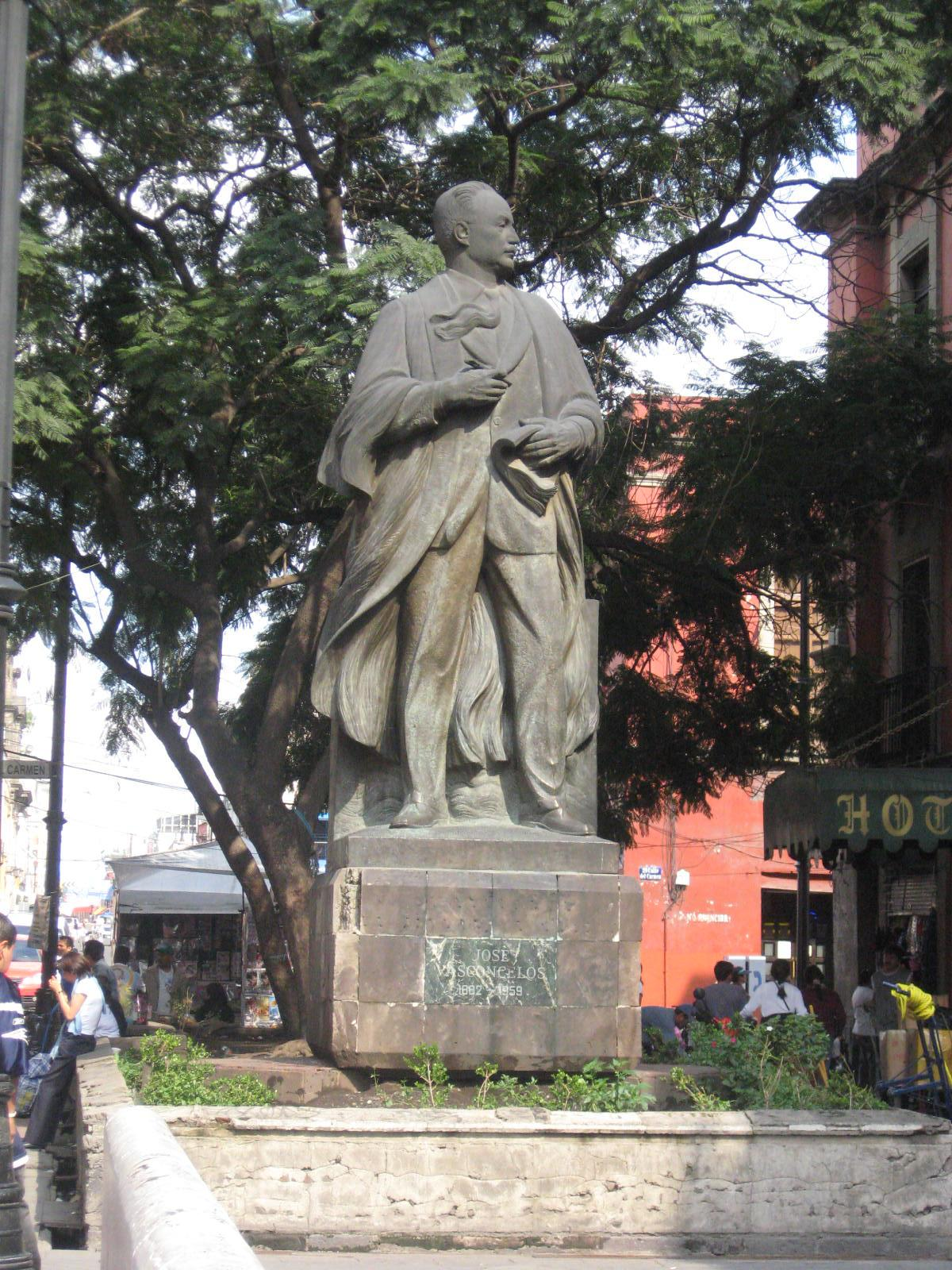
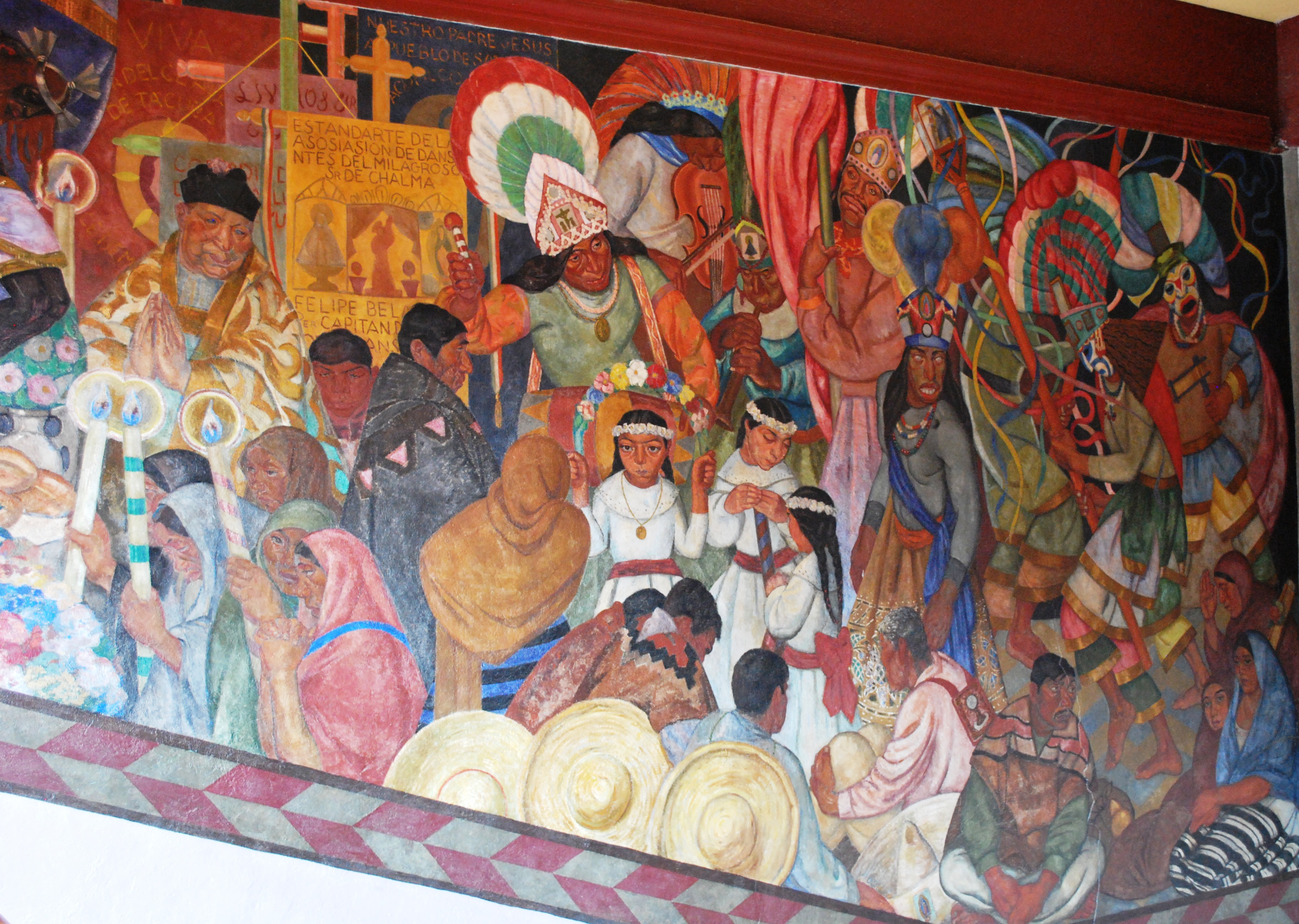
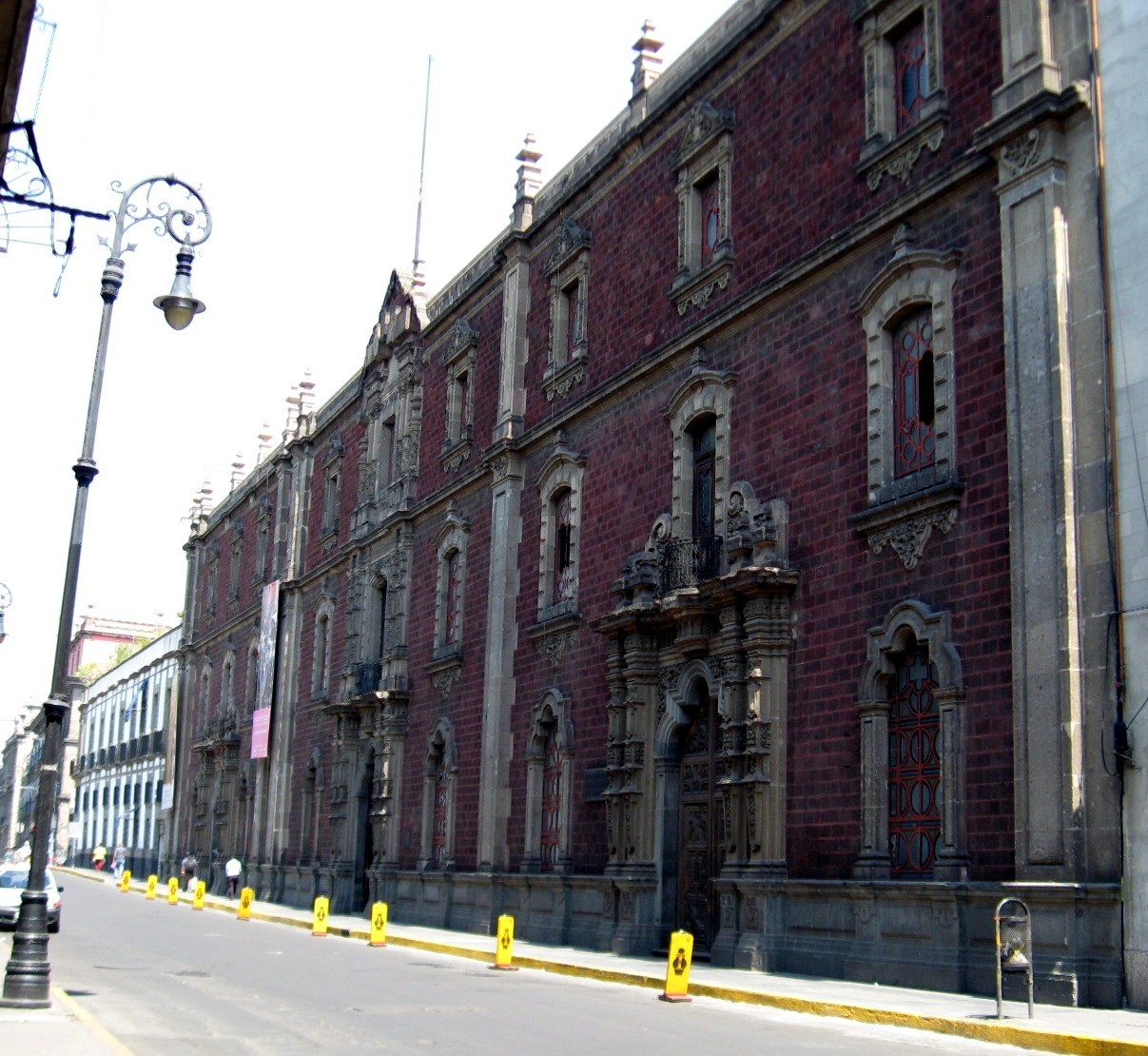
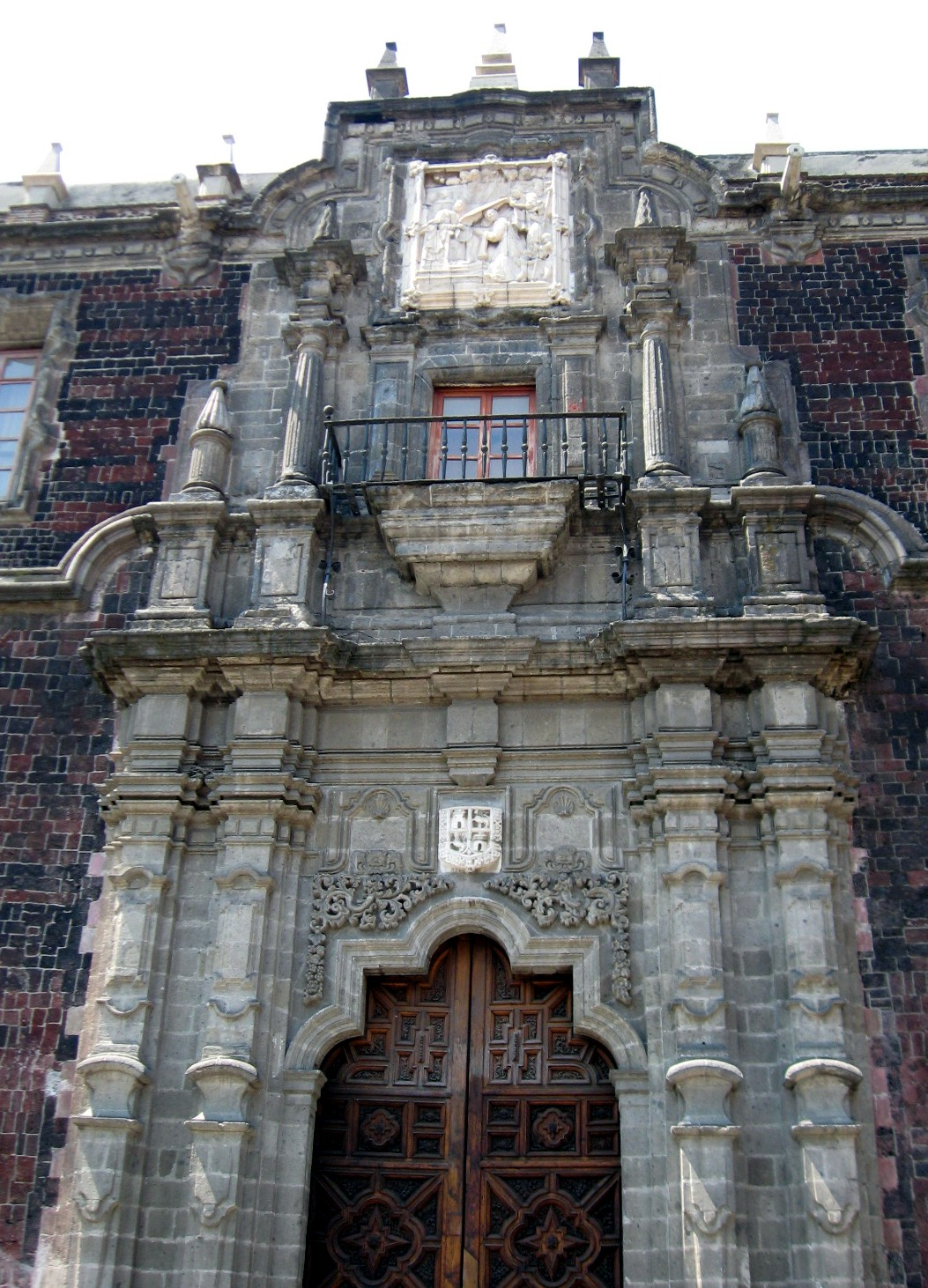
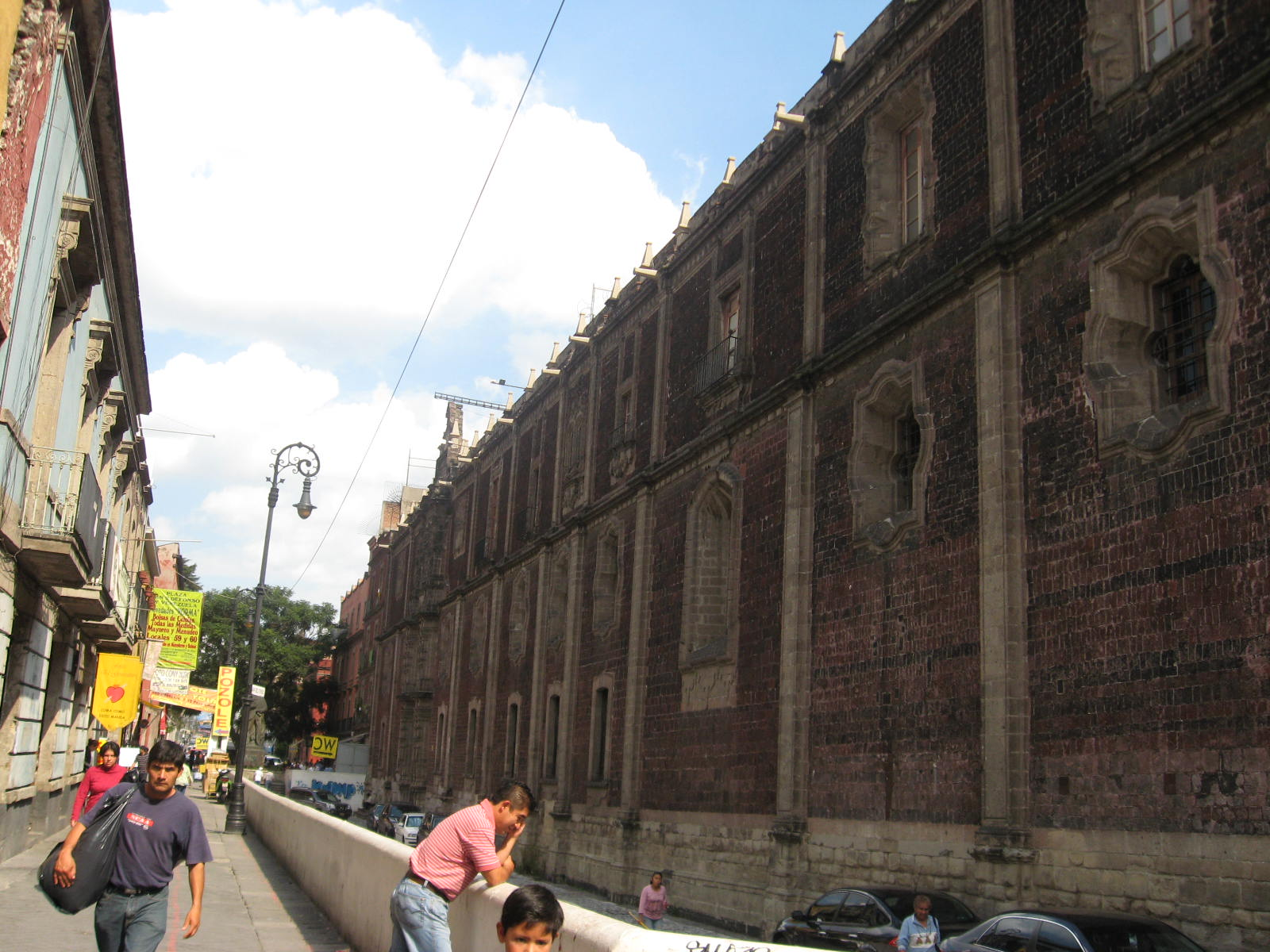
圣伊尔德丰索街
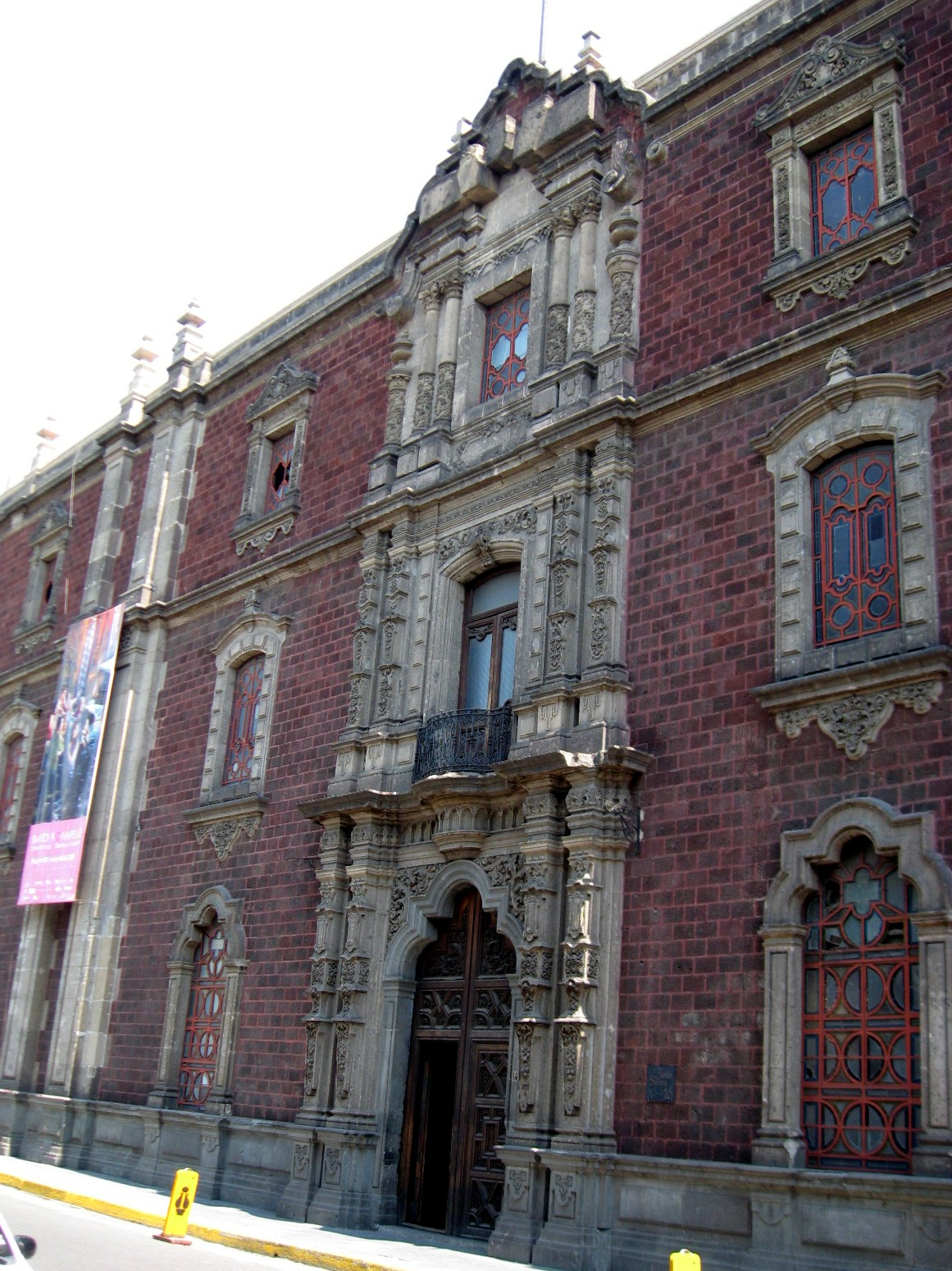